# Хан Кван Сон
Хан Кван Сон (кор. 한광성; нар. 11 вересня 1998, Пхеньян, Північна Корея) — північнокорейський футболіст, нападник національної збірної Північної Кореї.

## Клубна кар'єра

### «Кальярі»

#### 2017: рік дебюту
Після успішного перегляду, у 2017 році перейшов до «Кальярі». Став першим гравцем з Північної Кореї, який зіграв в італійській Серії A, в якій дебютував 2 грудня 2017 року в переможному (3:1) виїзному поєдинку проти «Палермо» (на 86-ій хвилині північнокорейський футболіст замінив Марко Сау). 9 квітня за 5 хвилин до фінального свистка в програному (2:3) домашньому поєдинку проти «Торіно» відзначився своїм дебютним голом за команду та став першим північнокорейським футболістом, який відзначався голом в італійській Серії A. 13 квітня 2017 року продовжив контракт з клубом, за яким повинен був виступати в «Кальярі» до 2022 року. Загалом в еліті італійського футболу зіграв 5 матчів, в яких відзначився 1 голом.

#### 2017-2018: перша оренда до «Перуджі»
7 серпня 2017 року відданий в оренду до команди Серії В «Перуджа». Дебютував за нову команду в переможному (4:0) поєдинку третього раунду кубку Італії проти «Беневенто». 27 серпня 2017 року у своєму першому ж матчі в Серії B за «Перуджу» відзначився хет-триком у переможному (5:1) поєдинку проти «Віртус Ентелла».
У сезоні 2017/18 років відзначився сімома голами у 18-матчах чемпіонату за «Перуджу», а 1 лютого 2018 року повернувся до Кальярі.

#### 2018: повернення з оренди
27 лютого вперше в кар'єрі вийшов на поле в стартовому складі «Кальярі» в програному (0:5) домашньому поєдинку Серії А проти «Наполі». У сезоні 2017/18 років зіграв 7 матчів у національному чемпіонаті.

#### 2018-2019: друга оренда до «Перуджі»
15 серпня 2018 року вдруге перейшов в оренду до «Перуджі». Спочатку не міг грати через травму, а першим голом у сезоні за «Перуджу» відзначився в переможному (3:0) виїзому поєдинку проти «Асколі». За підсумками сезону 2018/19 років відзначився 4-ма голами в 20-ти матчах чемпіонату.

#### 2019-2020: оренда до «Ювентуса»
2 вересня 2019 року, напередодні закриття літнього трансферного вікна, перейшов у 2-річну оренду до «Ювентуса» з «Кальярі» із зобов’язанням придбати його в кінці терміну оренди. Чемпіони Серії А перевели його до своєї резервної команди, яка виступала в Серії С: «Ювентус U23». 26 жовтня 2019 року Хан був викликаний до основної команди на поєдинок Серії А проти «Лечче», завдяки чому став першим гравцем з Азії, який викликався до «Ювентуса». Відзначився одним голом і зробив дві результативні передачі в 20 матчах за «Ювентус U23».

### «Ад-Духаїль»

#### 2020-2021: перемога в Лізі зірок Катару
2 січня 2020 року «Ювентус» викупив Хана у «Кальярі» за 3,5 мільйона євро, а через шість днів продав його катарському «Ад-Духаїлю» за 7 мільйонів євро. Дебютував за «Аль-Духайл» 10 січня у півфіналі Кубку Катару у переможному (2:0) поєдинку проти «Ас-Сайлії», в якому вийшов на 83-й хвилині замість Едмільсона Жуніора. Проте сім днів по тому «Ад-Духаїль» програв (0:4) у фіналі «Ас-Садду». У Лізі зірок Катару дебютував 24 січня в переможному (3:1) поєдинку проти «Аль-Арабі».
Першими голами (2-ма) за «Ад-Духаїль» відзначився 6 лютого, у переможному (4:0) поєдинку чвертьфіналу Кубку Еміра Катару проти «Муайтера». 11 лютого дебютував у Лізі чемпіонів АФК проти «Персеполіса» й допоміг своїй команді перемогти з рахунком 2:0. Першим голом у чемпіонаті відзначився 22 лютого, у поєдинку проти «Аль-Вакри». Відзначався голами поспіль у двох наступних матчах, 27 лютого та 7 березня, проти «Аш-Шаханії» та «Ас-Сайлії» відповідно.
Відзначився 5-ма голами у 14 домашніх поєдинках, також зіграв у двох матчах Ліги чемпіонів АФК. Допоміг команді виграти Лігу зірок Катару. Через санкції проти Північної Кореї, які не дозволяють північнокорейцям працювати за кордоном, Хана звільненили з «Ад-Духаїла» й гравець змушений повернутися на батьківщину.

## Кар'єра в збірній

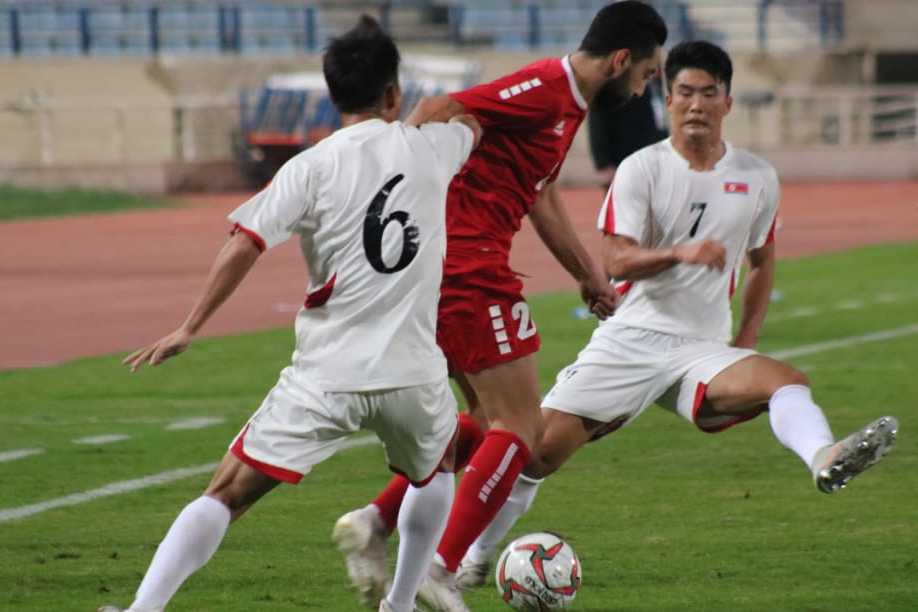
Хан (праворуч) у футболці національної збірної Північної Кореї в поєдинку кваліфікації чемпіонату світу 2022 проти Лівану

У футболці національної збірної Північної Кореї дебютував 6 червня 2017 року в товариському матчі проти Катару. Виступав у кваліфікації кубку Азії 2019 року та допоміг збірній вийти до фінальної стадії турніру. Хана викликали до остаточного складу, грав у поєдинках групового етапу проти Саудівської Аравії, де отримав вилучення, та проти Лівану. Першим голом за збірну відзначився 14 листопада 2019 року в матчі кваліфікації чемпіонату світу 2022 року проти Туркменістану.

## Стиль гри
Основними характеристиками Хана є те, що він амбідекстрийний гравець: дриблінг, гольове відчуття та бачення гри.

## Особисте життя
Хан підпорядковується політиці уряду Північної Кореї; він не може давати інтерв'ю, і нібито більшість його зарплати спрямовується до уряду. У зв'язку з санкціями Організації Об'єднаних Націй (ООН), які забороняють громадянам Північної Кореї працювати за кордоном через ядерну програму країни, Хан не може грати за кордоном. Окрім цього, ООН назвала його перехід з «Ювентуса» до «Аль-Духаїля» порушенням їх міжнародних санкцій.

## Статистика виступів

### Клубна
Станом на 31 грудня 2019.
| Сезон                | Команда              | Чемпіонат            | Чемпіонат | Чемпіонат | Нац. кубок | Нац. кубок | Нац. кубок | Конт. матчі | Конт. матчі | Конт. матчі | Інші кубки | Інші кубки | Інші кубки | Загалом | Загалом |
| Сезон                | Команда              | Змаг.                | Матчі     | Голи      | Змаг.      | Матчі      | Голи       | Змаг.       | Матчі       | Голи        | Змаг.      | Матчі      | Голи       | Матчі   | Голи    |
| -------------------- | -------------------- | -------------------- | --------- | --------- | ---------- | ---------- | ---------- | ----------- | ----------- | ----------- | ---------- | ---------- | ---------- | ------- | ------- |
| бер.-лип. 2017       | «Кальярі»            | A                    | 5         | 1         | КІ         | 0          | 0          | -           | -           | -           | -          | -          | -          | 5       | 1       |
| 2017-січ. 2018       | «Перуджа»            | B                    | 17        | 7         | КІ         | 2          | 0          | -           | -           | -           | -          | -          | -          | 19      | 7       |
| січ.-лип. 2018       | «Кальярі»            | A                    | 7         | 0         | КІ         | 0          | 0          | -           | -           | -           | -          | -          | -          | 7       | 0       |
| Загалом за «Кальярі» | Загалом за «Кальярі» | Загалом за «Кальярі» | 12        | 1         |            | 0          | 0          |             | -           | -           |            | -          | -          | 12      | 1       |
| 2018-2019            | «Перуджа»            | B                    | 19        | 4         | КІ         | 0          | 0          | -           | -           | -           | -          | -          | -          | 19      | 4       |
| Загалом за «Кальярі» | Загалом за «Кальярі» | Загалом за «Кальярі» | 36        | 11        |            | 2          | 0          |             | -           | -           |            | -          | -          | 38      | 11      |
| 2019-січ.2020        | «Ювентус U23»        | C                    | 17        | 0         | КІ-C       | 3          | 1          | -           | -           | -           | -          | -          | -          | 20      | 1       |
| січ.-лип.2020        | «Ад-Духаїль»         | ЛЗК                  | 10        | 3         | КЕ         | 0          | 0          | АФК         | 2           | 0           | КЕК        | 1          | 2          | 13      | 5       |
| Загалом за кар'єру   | Загалом за кар'єру   | Загалом за кар'єру   | 75        | 15        |            | 5          | 1          |             | 2           | 0           |            | 1          | 2          | 83      | 18      |

### У збірній

#### По роках
Станом на 19 листопада 2019
| Національна збірна | Рік     | Матчі | Голи |
| ------------------ | ------- | ----- | ---- |
| Північна Корея     | 2017    | 2     | 0    |
| Північна Корея     | 2018    | 1     | 0    |
| Північна Корея     | 2019    | 7     | 1    |
| Загалом            | Загалом | 10    | 1    |

#### По матчах
| Дата       | Місто   | Господарі         | Результат | Гості          | Турнір                      | Голи | Примітки |
| ---------- | ------- | ----------------- | --------- | -------------- | --------------------------- | ---- | -------- |
| 6-6-2017   | Доха    | Катар             | 2 – 2     | Північна Корея | товариський матч            | -    |          |
| 13-6-2017  | Гонконг | Гонконг           | 1 – 1     | Північна Корея | Відбір до Кубка Азії 2019   | -    |          |
| 27-3-2018  | Пхеньян | Північна Корея    | 2 – 0     | Гонконг        | Відбір до Кубка Азії 2019   | -    |          |
| 8-1-2019   | Дубай   | Саудівська Аравія | 4 – 0     | Північна Корея | Кубок Азії 2019 - 1-й раунд | -    | 36' 44'  |
| 17-1-2019  | Шарджа  | Ліван             | 4 – 1     | Північна Корея | Кубок Азії 2019 - 1-й раунд | -    |          |
| 5-9-2019   | Пхеньян | Північна Корея    | 2 – 0     | Ліван          | Відбір до ЧС 2022           | -    |          |
| 10-9-2019  | Коломбо | Шрі-Ланка         | 0 – 1     | Північна Корея | Відбір до ЧС 2022           | -    |          |
| 15-10-2019 | Пхеньян | Північна Корея    | 0 – 0     | Південна Корея | Відбір до ЧС 2022           | -    |          |
| 14-11-2019 | Ашгабат | Туркменістан      | 3 – 1     | Північна Корея | Відбір до ЧС 2022           | 1    |          |
| 19-11-2019 | Бейрут  | Ліван             | 0 – 0     | Північна Корея | Відбір до ЧС 2022           | -    |          |
| Усього     |         | Матчів            | 10        |                | Голів                       | 1    |          |

#### Голи за збірну
Станом на 14 листопада 2019
| № | Дата              | Місце                           | Суперник     | Рахунок | Результат | Змагання                           | Пос.   |
| - | ----------------- | ------------------------------- | ------------ | ------- | --------- | ---------------------------------- | ------ |
| 1 | 14 листопада 2019 | Копетдаг, Ашгабат, Туркменістан | Туркменістан | 1–3     | 1–3       | кваліфікація чемпіонату світу 2022 | [ 27 ] |

## Досягнення
«Ад-Духаїль»
- Ліга зірок Катару
  -  Чемпіон (1): 2019/20[21]

- Кубок наслідного принца Катару
  -  Фіналіст (1): 2020[16]

Північна Корея (U-16)
- Юнацький кубок Азії (U-16)
  -  Володар (1): 2014[31]